# Dosinia lupinus
Dosinia lupinus är en musselart som först beskrevs av Carl von Linné 1758.  Dosinia lupinus ingår i släktet Dosinia och familjen venusmusslor. Arten är reproducerande i Sverige. Inga underarter finns listade i Catalogue of Life.
Dosinia lupinus lincta

Höger och vänster klaff av samma exemplar:

Höger klaff
Vänster klaff

## Bildgalleri

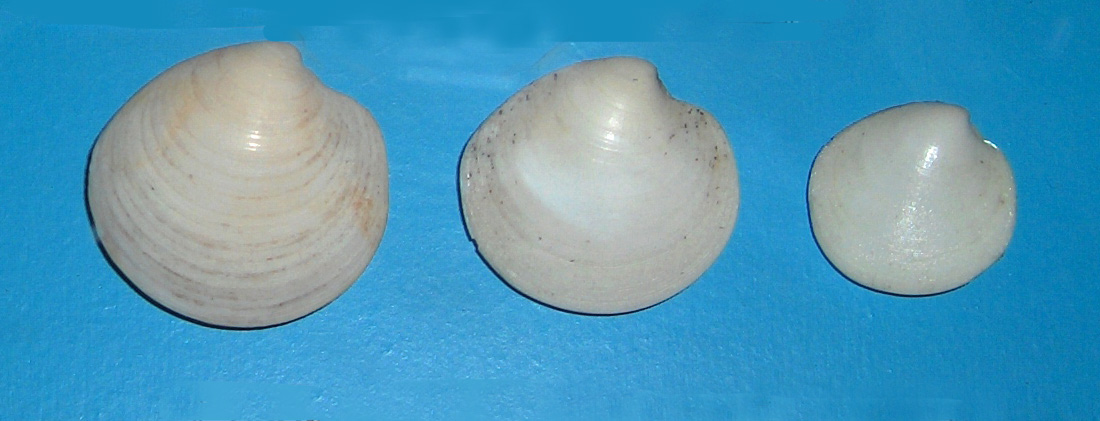
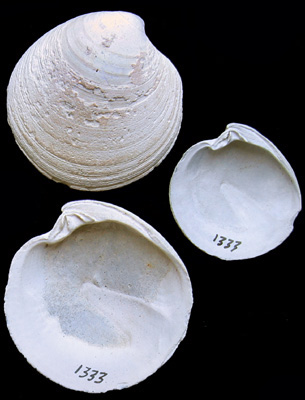
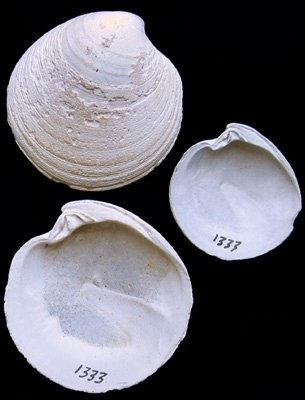